# Lichterfeld-Schacksdorf
Lichterfeld-Schacksdorf é um município da Alemanha, situado no distrito de Elbe-Elster, no estado de Brandemburgo. Tem 40,78 km² de área, e sua população em 2019 foi estimada em 993 habitantes.